# 新型冠狀病毒感染應變協調中心
新型冠狀病毒感染應變協調中心（葡萄牙語：Centro de Coordenação de Contingência do Novo Tipo de Coronavírus）是澳門特別行政區政府因應2019冠狀病毒病疫情在澳門的進一步發展，於2020年1月21日舉行新聞會宣布成立的機構，帶有臨時性質。協調中心直接隸屬行政長官運作，由社會文化司司長擔任副主席，並於第23/2020號行政長官批示中公布設立。主要負責制定防控措施和協調各公共及私人實體。根據第156/2023號行政長官批示，新型冠狀病毒感染應變協調中心於2023年9月18日撤銷。

## 職權
1. 因應新型冠狀病毒感染疫情的嚴重程度，制定各階段擬採取的防控措施；
2. 指導和協調各公共及私人實體關於預防、控制和治療新型冠狀病毒感染的工作。

## 成員
根據相關批示，當主席認為有必要時，可隨時邀請其他公共或私人實體列席會議及參與相關預防工作。且當主席不在或因故不能視事時，由副主席代任。

### 主席
行政長官賀一誠

### 副主席
社會文化司司長歐陽瑜

### 成員
- 社會文化司司長辦公室主任
- 衛生局局長
- 社會文化司司長辦公室代表
- 澳門海關代表
- 新聞局代表
- 市政署代表
- 治安警察局代表
- 消防局代表
- 警察總局代表
- 衛生局代表
- 民航局代表
- 海事及水務局代表
- 經濟及科技發展局代表
- 博彩監察協調局代表
- 教育及青年發展局代表
- 社會工作局代表
- 旅遊局代表
- 消費者委員會代表

## 支援
由衛生局負責該協調中心的財政、行政及後勤支援。

## 相關連結
- 抗疫專頁 （页面存档备份，存于）
- 澳門特區政府新型冠狀病毒訊息Facebook專頁 （页面存档备份，存于）
- 澳門特區政府新聞局 （页面存档备份，存于）
- 澳門特別行政區第2/2004號法律傳染病防治法 （页面存档备份，存于）
- 世界衛生組織 WHO （页面存档备份，存于）
- 中國疾病預防控制中心 （页面存档备份，存于）
- 中國武漢市衛生健康委員會 （页面存档备份，存于）
- 香港衛生防護中心 （页面存档备份，存于）